# Stéphane Boulanger
Pour les articles homonymes, voir Boulanger (homonymie).
Stéphane Boulanger, né le 24 septembre 1987, est un kayakiste français.

## Carrière
Stéphane Boulanger est médaillé d'argent dans la catégorie des moins de 23 ans en K1 aux Championnats du monde de marathon 2010 à Banyoles. Il est ensuite médaillé d'argent en K2 avec Edwin Lucas aux Championnats d'Europe de marathon 2018 à Metković, médaillé d'argent en K1 aux Championnats d'Europe de marathon 2019 à Decize et médaillé de bronze en K1 aux Championnats d'Europe de marathon 2021 à Moscou.
Aux Championnats du monde de marathon 2021 à Pitești, il remporte la médaille de bronze en K1.